# Onderscheidingsteken voor trouwe en langdurige dienst Nederlandse politie
Het Onderscheidingsteken voor trouwe en langdurige dienst Nederlandse politie is ingesteld bij Koninklijk Besluit op 7 maart 2006. De medaille wordt toegekend aan politieambtenaren die zonder onderbreking gedurende 12½, 25 of 40 jaar werkzaam zijn binnen de Nederlandse politie en belast zijn met de uitvoering van politietaken.
Op 3 mei 2010 werden de toekenningscriteria uitgebreid naar rechercheurs van de Rijksrecherche.
De medaille is rond, bronzen, met een diameter van 35 millimeter. De voorzijde toont het politiewapen met een kroon en de tekst "POLITIE NEDERLAND", en de keerzijde het rijkswapen. Het bijbehorende lint is blauw met smalle verticale zwarte, rode en witte banen. Bij 12½ jaar dienst wordt de medaille uitgereikt, en bij 25 of 40 jaar wordt respectievelijk een Romeins cijfer XXV of XL op het lint toegevoegd.
De medaille is bestemd voor uitvoerend politiepersoneel, en niet voor administratief of technisch personeel. Voor deze laatste groepen werd in de oorspronkelijke toelichting van het besluit voorgesteld een legpenning of draagspeld in te stellen.
Museummedaille ·
Erepenning ·
Medaille van de Maatschappij tot Redding van Drenkelingen ·
Doggersbank-medaille ·
Broeder van de Orde van de Nederlandse Leeuw ·
Antwerpsche Medaille 1832 ·
Onderscheidingsteken voor Langdurige, Eerlijke en Trouwe Dienst ·
Eremedaille voor Kunst en Wetenschap ·
Eremedaille voor Voortvarendheid en Vernuft ·
De Ruyter-medaille ·
Regeringsmedaille ·
Medaille van het Carnegie Heldenfonds ·
Medaille van Verdienste van het Nederlandse Rode Kruis ·
Medaille voor trouwe dienst van het Nederlandse Rode Kruis ·
Erkentelijkheidsmedaille 1940-1945 ·
Inhuldigingsmedaille 1948 ·
Herinneringsmedaille Luchtbescherming 1940-1945 ·
Medaille van de Noord- en Zuid-Hollandsche Redding Maatschappij ·
Zilveren Anjer · 
Cultuurfonds Onderscheiding · 
Vrijwilligersmedaille Openbare Orde en Veiligheid ·
Vaardigheidsmedaille van de Nederlandse Sport Federatie ·
Inhuldigingsmedaille 1980 ·
Herinneringsmedaille VN-Vredesoperaties ·
Herinneringsmedaille Multinationale Vredesoperaties ·
Herinneringsmedaille Internationale Missies ·
Huwelijksmedaille 2002 ·
Herinneringsmedaille Buitenlandse Bezoeken ·
Marinemedaille ·
Landmachtmedaille ·
Marechausseemedaille ·
Luchtmachtmedaille
Zie ook: Ridderorden en onderscheidingen in Nederland